# Krematorium (Weimar)

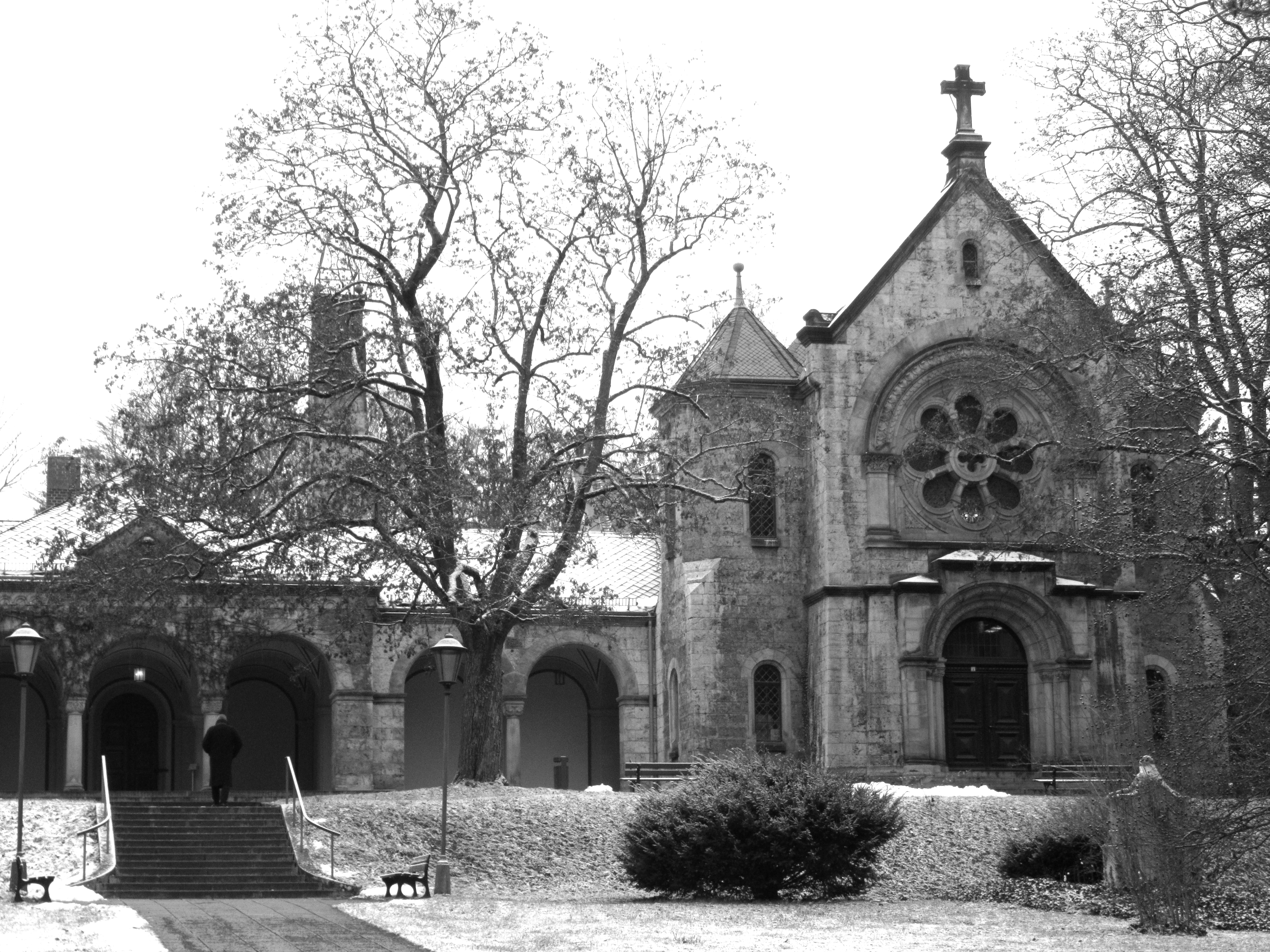
Kapelle auf den Hauptfriedhof in Weimar und Verwaltungsgebäude bzw. Krematorium

Auf dem Weimarer Hauptfriedhof befindet sich das Krematorium für die Stadt Weimar. Es hat die Anschrift Berkaer Straße 4 a.

## Geschichte
Im Jahr 1911 erbaute der Weimarer Stadtbaurat August Lehrmann das Krematorium. Das Leichenhaus, dessen Vorgänger sich dort befand, wo sich der Haupteingang zum Historischen Friedhof befindet, mit unterirdischem Krematorium ist dort, wo sich auch die Friedhofsverwaltung befindet, neben der 1906 von seinem Vorgänger Bruno Schmidt errichteten neuen Kapelle, die als Trauerhalle fungiert. Diese wurde im neoromanischen Stil gestaltet. Ein Vorschlag zur Errichtung eines Krematoriums wurde bereits 1906 publiziert. Markant tritt auch der neoromanische Säulentempel hervor. Um das Gebäude herum wurde 1906 halbkreisförmig ein Urnenhain angelegt. Das Krematorium besitzt zwei Schornsteine und damit mindestens zwei Verbrennungsöfen.
Das Krematorium auf dem Hauptfriedhof Weimar ist in besonderer Weise mit den Vorgängen im KZ Buchenwald verbunden, was lange bestritten wurde. In der Zeit des Nationalsozialismus diente das Krematorium auch zur Einäscherung von Häftlingen aus dem KZ Buchenwald und seiner Nebenlager. Die häufigen Leichentransporte sorgten in der Weimarer Bevölkerung zeitweilig für Unmut. Von 1937 bis 1940 ließ die SS zwischen 2000 und mehr als 3500 Leichen aus dem KZ Buchenwald im Weimarer Krematorium einäschern, was dort zu erheblichen technischen Schwierigkeiten führte, ehe 1940 das Lagerkrematorium des KZ Buchenwald in Betrieb ging.
Das Krematorium auf dem Hauptfriedhof wird noch heute betrieben. Es hat mehrere Modernisierungen erlebt. Allerdings ist der technische Stand u. a. der Steuerungstechnik, und nicht nur diese, wiederum Gegenstand  notwendiger Sanierungs- und Modernisierungsmaßnahmen seit 2022. Es gab zwischenzeitlich auch Beanstandungen.